# Малая Анастасьевка
Малая Анастасьевка (укр. Мала Анастасівка) — село на Украине, основано в 1895 году, находится в Новоград-Волынском районе Житомирской области.
Население по переписи 2001 года составляет 255 человек. Почтовый индекс — 11714. Телефонный код — 4141. Занимает площадь 0,676 км².

## Адрес местного совета
11747, Житомирская область, Новоград-Волынский р-н, с. Лучица